# Флоренсіо Кампоманес

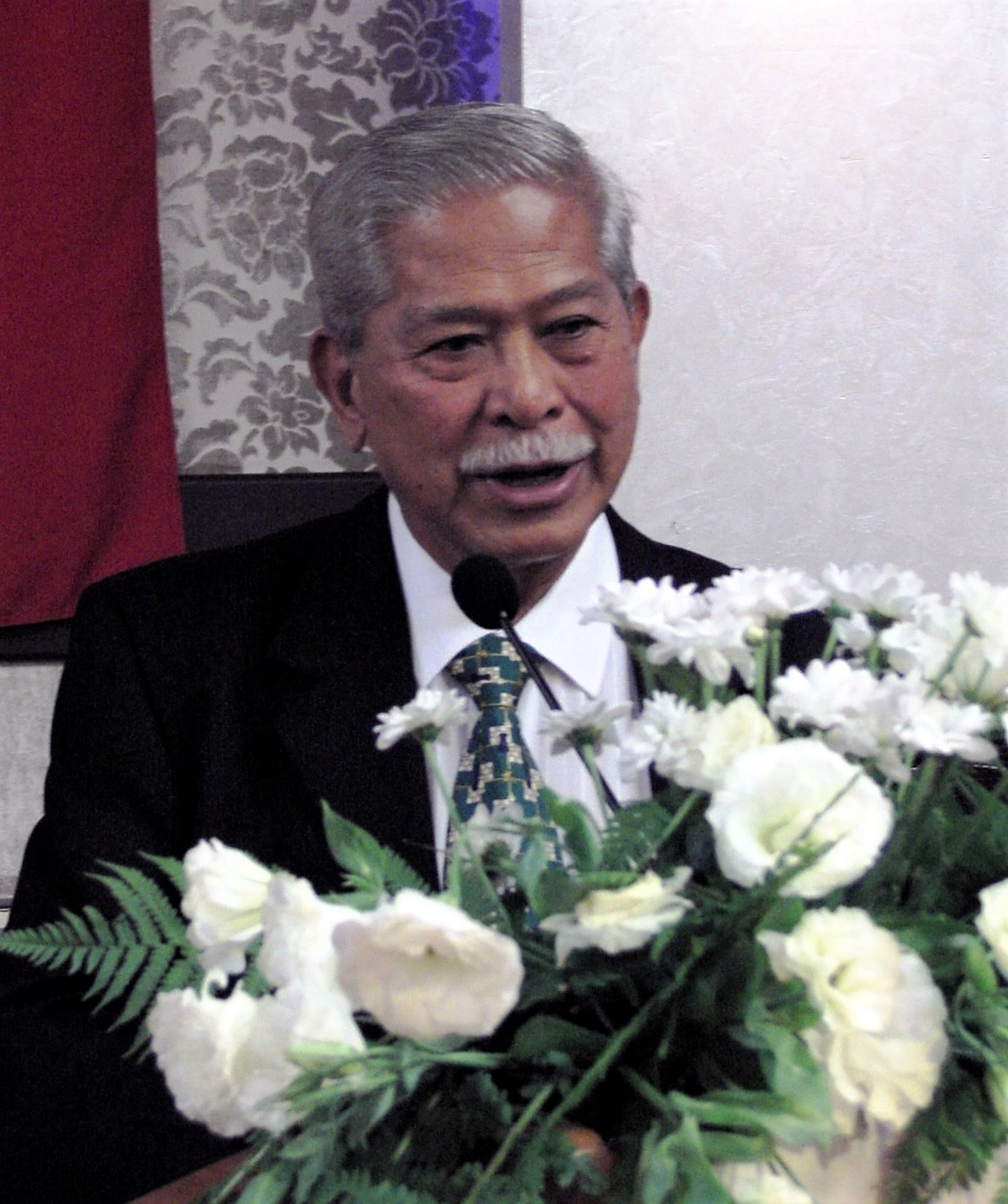
Флоренсіо Кампоманес у 2008 році на молодіжному чемпіонаті світу у Туреччині

Флоренсіо Кампоманес (англ. Florencio Campomanes; 22 лютого 1927, Маніла , Філіппіни — 3 травня 2010, Багіо, Філіппіни) — філіппінський шахіст, перший національний майстер (1950). Діяч національного і міжнародного шахового руху. Президент азійської зони (1966—1970), віце-президент з Азії (1974—1982), президент ФІДЕ (1982—1995).
Закінчив університет Брауна в США (1951), юрист за фахом.
Флоренсіо Кампоманес був головним організатором матчу на першість світу між Анатолієм Карповим і Віктором Корчним, який відбувся на Філіппінах. Завдяки його старанням рівень популярності шахів на Філіппінах був піднятий до недосяжного рівня.
Відомий своїми спробами повернути у великі шахи Роберта Фішера та організувати у другій половині 1970-х років його неофіційний матч проти Анатолія Карпова, який тоді вже був носієм шахової корони після відмови американця захищати чемпіонський титул. Ця спроба так і залишилася нездійсненою.
Флоренсіо Кампоманес, який очолював ФІДЕ з 1982 по 1995 роки, потрапив у центр уваги світової громадськості, коли в 1985 році, всупереч правилам, ухвалив безпрецедентне рішення про зупинку першого матчу на першість світу між Анатолієм Карповим і Гаррі Каспаровим за рахунку 5:3 на користь Карпова, попри те, що цей матч не мав обмежень за часом. Цей інцидент викликав скандал, який надалі розколов шаховий світ. Функціонер намагався розвивати шахи в різних куточках світу, але привів цю гру до найсерйознішої кризи в її історії.
У 1996 Кампоманеса на посаді президента ФІДЕ змінив Кірсан Ілюмжинов. Останніми роками був почесним президентом федерації.
У 2003 був засуджений філіппінським судом за фінансові махінації до тюремного ув'язнення, яке потім було замінено грошовим штрафом.
У лютому 2007 потрапив в аварію і перебував на інтенсивній терапії.
Помер у Багіо 3 травня 2010 на 84-му році життя від раку передміхурової залози.